# Phacidiopycnis tuberivora
Phacidiopycnis tuberivora är en svampart som först beskrevs av Güssow & W.R. Foster, och fick sitt nu gällande namn av B. Sutton 1980. Phacidiopycnis tuberivora ingår i släktet Phacidiopycnis och familjen Bulgariaceae.   Inga underarter finns listade i Catalogue of Life.